# Hermann Trescher
Hermann Trescher (* 23. September 1849 in Liebenwerda; † 5. Juli 1890 in Torgau) war ein deutscher Journalist und Schriftsteller.

## Leben
Der 1849 in Liebenwerda in der Elbe-Elster-Region geborene Trescher studierte Jura in Leipzig, Halle und Berlin. Als Journalist war er als Redakteur bei der Deutschen Roman-Zeitung in Berlin und später beim Demokratischen Blatt tätig. Des Weiteren war er Mitredakteur und von 1886 bis 1889 Chefredakteur der Volks-Zeitung und Feuilletonist. Sein Amt als Chefredakteur der Zeitung musste er aus gesundheitlichen Gründen schließlich aufgeben. Sein Nachfolger in dieser Funktion wurde Franz Mehring. Zuletzt trat er auch als Theaterkritiker in der in Halle/Saale herausgegebenen Saale-Zeitung in Erscheinung. Im Jahre 1890 zwangen Trescher wieder gesundheitliche Gründe zur Aufgabe auch dieser Stelle und er zog zu seiner Mutter nach Torgau, wo er letztlich im Juli desselben Jahres verstarb.

## Werke (Auswahl)
- Flatterfahrten. Ein Berliner Skizzenbuch. 1886.
- Der Werth der Berliner politischen Presse. Brachvogel & Ranft, Berlin 1889.
- Karl Gussow. In: Die Gartenlaube. Heft 45, 1881, S. 748 (Volltext [Wikisource]).
- Ein Maler des Krieges. In: Die Gartenlaube. Heft 9, 1882, S. 151 (Volltext [Wikisource]).
- Das Rechtsbewußtsein des Volkes und die Reichsjustiz. In: Die Gartenlaube. Heft 10, 1883, S. 163, 166 f. (Volltext [Wikisource]).